# Недеља (филм)
Недеља је српски биографски филм о певачу Џеју из 2024. године у режији Немање Ћеранића, рађен по сценарију Стефана Бошковића.
Београдска премијера jе одржана 16. јануара док je редовна биоскопска дистрибуција филма почела 18. јануара 2024. године.
Филм је у току дистрибуције одгледало 500 000 гледалаца.
У овом филму је кориштена вештачка интелигенција како би се на певање Хусеина Алијевића додала боја гласа коју је имао Џеј Рамадановски, што је потврђено током гостовања у емисији Вече са Иваном Ивановићем.
С филмом је настала и истоимена тв серија у 12 епизода која је током 2024. године емитована на Суперстар ТВ.

## Радња
Прича прати живот популарног певача Џеја Рамадановског од 1976. до 1992. године, тј. од његове најраније младости до уласка у музичке воде. Џеј је дорћолски дечак, невероватно шармантан и великодушан. Племенит у намерама и баксузан, што је разлог због чега је део младости провео у поправним домовима, из које тачке и креће прича. Џеј је у дому, недељом, кад се цела породица окупља. Потиснута туга је окидач за његову мотивацију да постане неко важан. Он не зна како то да постане нити зна чиме се бавио. Певање му је тек успутна забава.
Џеј је наратор филма који нас води не само кроз свој живот, него и кроз живот Дорћола у том периоду. Тај свет је богат, духовит, тужан и радостан, пун живота и духа. Џеј највећи део времена проводи на улици. Улица за њега представља амбијент важнији од школе, од куће. На улици је одрастао, стицао васпитање, решавао моралне дилеме, налазио пријатељства и губио љубави.
Џеј је имао прилично тешко детињство; често је одбијан и одбациван од друштва, познаника, чак и најближе породице. Његов снажан, ведар и непоколебљив дух се није сломио, већ је његово тешко детињство управо условило касније и његово музичко стваралаштво, због чега је и оно остало аутентично наслеђе.
Много више времена и концентрације троши на шибицарење и дорћолске коцкарске игре — крлеч и барбут. На улици упознаје Нину, плаву девојку - принцезу Дорћола са којом ће као клинац изгубити главу, док касније не нађе љубав свог живота, Ромкињу Даницу, коју ће оженити и с којом ће имати децу.
Џеј упознаје Марину Туцаковић и Футу у тренутку кад прави друштво пријатељу који треба да им прода јакне. Тада Марина и Фута сасвим случајно чују Џеја како пева и потпуно полуде за њим. Од 1987. године његова каријера се развија и расте популарност, али Џеј ништа не мења у свом карактеру, док се сви око њега мењају. Посебан акценат у филму је однос између Џеја и његовог брата Иса Лера Џамбе који је тада важио за једног од водећих мангупа, који је само нестао с лица земље. За Џеја породица представља нуклеус из ког све настаје и суштина готово целог филма јесте породична драма приказана кроз њену дисфункционалност да би се поново повезала.

## Улоге
| Глумац                 | Улога                     |
| ---------------------- | ------------------------- |
| Хусеин Алијевић        | Џеј                       |
| Ален Селими            | млади Џеј                 |
| Марко Јанкетић         | Исо Леро Џамба            |
| Стефан Вукић           | Здравко                   |
| Алексеј Бјелогрлић     | Мића Совтић               |
| Маша Ђорђевић          | Нина                      |
| Ана Пиндовић           | Нада                      |
| Стојша Ољачић          | Суља                      |
| Златан Видовић         | Александар Радуловић Футa |
| Милица Јаневски        | Марина Туцаковић          |
| Стефан Радоњић         | Цакун                     |
| Бранко Јанковић        | Радослав Рака Ђокић       |
| Иван Јевтовић          | Дулке                     |
| Антонио Скарпа         | Сима                      |
| Бранко Перишић         | Кими                      |
| Андријана Селими       | Нена, сестра Џеја         |
| Александар Аца Томовић | лик из Аркаде             |
| Атила Немет Додо       | наставник                 |
| Антонела Васић         | водитељка                 |
| Бајрам Северџан        | Мазлам, отац Џеја         |
| Дино Бајровић          | Зоки                      |
| Ђорђе Драгићевић       | Гаја                      |
| Ђорђе Кадијевић        | Марко дизелаш             |
| Емран Куртисова        | Барија                    |
| Фатима Џемаиловић      | Зимка                     |
| Иван Вујић             | Ћела                      |
| Игњат Ранитовић        | Бобек                     |
| Јово Максић            | Командир полиције Станко  |
| Лазар Алексић          | Серђо Гумени              |
| Лука Кукољ             | мали Мића Совтић          |
| Лариса Тодоровић       | Шехерезада                |
| Љубиша Милишић         | инспектор Бижић           |
| Марко Гиздавић         | наставник                 |
| Марко Недељковић       | водитељ Месама            |
| Марко Ристић Тефо      | Ален                      |
| Марта Богосављевић     | Пипи Велика               |
| Мића Поповић           | матичар                   |
| Милутин Спасојевић     | Цакун мали                |
| Милош Рустиновић       | Ваљак                     |
| Милош Цветковић        | Чуме                      |
| Никола Петровић        | полицајац                 |
| Никола Марковић        | наивни човек              |
| Никола Савић           | дублер малки              |
| Ненад Хераковић        | Дублер                    |
| Немања Милуновић       | Организатор свадбе        |
| Небојша Прибићевић     | нервознои клинац          |
| Нела Михаиловић        | Учитељица Даница          |
| Остоја Драшковић       | клинац 2                  |
| Раде Марковић          | полицајац                 |
| Радивој Кнежевић       | Мирко                     |
| Растко Скавић          | младић 2                  |
| Реља Деспотовић        | Курјак                    |
| Насида Бајрамовић      | Ћамилица                  |
| Санела Емин            | тетка Сарија              |
| Сара Печурица          | Надичина кума             |
| Срђан Марковић         | трафикант                 |
| Страхиња Марковић      | Суља мали                 |
| Вахид Џанковић         | васпитач                  |
| Василије Батричевић    | Серђо                     |
| Василије Поњевић       | младић 1                  |
| Виктор Мустајбашић     | Здравко мали              |
| Владимир Цвејић        | џемпераш                  |
| Владан Јаковљевић      | Зоран Ваколи              |
| Вук Харди              | Маре                      |
| Вељко Аљети            | Чкаља мали                |
| Идриз Авдић            | Џамба мали                |